# 坂出市立金山小学校
坂出市立金山小学校（さかいでしりつ かなやましょうがっこう）は、香川県坂出市にある公立小学校。

## 沿革
- 1875年 - 福江大師堂善光寺本堂に福江尋常小学校開設（1878年に新築移転）。江尻廣瀬神社に江尻尋常小学校開設（1882年、1887年に移転）。
- 1887年 - 江尻南条に新築移転し、江尻を本校、福江、西庄を分教場とする。
- 1891年 - 江尻校、福江校が独立した尋常小学校となる。
- 1921年 - 上記の2校を廃し、金山尋常小学校を設立（福江を本校、江尻を分校とする）
- 1922年 - 2023年現在の地に移転。
- 1935年 - 金山青年学校附設。
- 1936年 - 金山村と坂出町が合併し、坂出町立金山尋常小学校となる。
- 1940年 - 金山青年学校廃校。
- 1941年 - 国民学校令に伴い、坂出町立金山国民学校と改称。
- 1942年 - 坂出市立金山国民学校と改称。
- 1947年 - 坂出市立金山小学校と改称。
- 1968年 - プール（25m、4コース）完成。
- 1986年 - 体育館落成。
- 2001年 - 特別支援学級「くすのき学級」新設。
- 2021年 - 創立100周年。2022年に記念誌発行。

## 進学先中学校
- 坂出市立坂出中学校
- 坂出市立東部中学校

## 校区内の主な施設
- 国道11号
- 金山トンネル

## 通学区域
- 駒止町二丁目（5番（5〜33号））
- 谷町二丁目（4番（17の一部）、5番（28~78）、8番（16から43）、9番（1から20号））
- 谷町三丁目
- 大池町
- 笠指町
- 福江町一丁目（1番（22号〜）、2〜7番）
- 福江町二丁目
- 福江町三丁目
- 江尻町

## 隣接する別の市立小学校
- 坂出市立東部小学校
- 坂出市立坂出小学校
- 坂出市立川津小学校
- 坂出市立西庄小学校
- 坂出市立林田小学校